# Ванбрачна путовања
„Ванбрачна путовања“ је југословенски филм из 1988. године. Сценарио и режију урадио је Ратко Орозовић.

## Радња
Тугомир Принцип (Вицко Руић) је младић који ради као асистент на Филозофском факултету у Сарајеву. Оптерећен је интелектуалним и сексуалним проблемима и заљубљен је у своју девојку Анабелу (Бранка Пујић). Тугомир никако да заврши докторску тезу, а са својим претпостављеним, професором Герасимом (Велимир Бата Живојиновић) није у добрим односима, па га Герасим пријављује војном одсеку. Кад Тугомир добије позив за одслужење војног рока, његов пријатељ звани Ђетић се понуди да припази на Анабелу. Он одлази у Београд у војску и тамо упознаје нову љубав, Сенку (Оља Бећковић) али сазнаје да она има мужа који је хомосексуалац који воли да дели са њом партнере. Када добије наградни викенд одлучује да се врати кући и да га проведе са Анабелом. У Сарајеву сазнаје да је његова девојка са његовим другом Ђетићем у вези и да су заједно отишли на Златибор. У жељи да се што пре врати натраг у касарну, на путу доживи саобраћајну несрећу због које заврши у болници. Због повреде главе остаје на лечењу у Неуропсихијатријској болници где упознаје другу страну живота. Контра интелектуални дрил доводи га скоро до лудила, па добија скраћење војног рока. Завршава докторску тезу, враћа се на посао на факултет и тамо затиче разврат између неких професора и студенткиња. Једна од њих, студенткиња Марија Спасић на наговор професора Фарука (Радош Бајић) набацује се професору Герасиму Милетићу да би положила испит, али безуспешно, те је он обара на испиту. Да би му се осветила улази у везу са Тугомиром, а декану факултета саопштава да је трудна са Герасимом. Међутим, Герасим на лекарском прегледу сазнаје да је стерилан и да не може имати децу, па почиње да сумња у своју жену Меланију (Шпела Розин) са којом има двоје деце. Студеткиња Марија открива да је све измислила, Тугомир је запроси али га она на венчању оставља због правог оца њеног детета.

## Улоге
| Глумац                   | Улога             |
| ------------------------ | ----------------- |
| Вицко Руић               | Тугомир Принцип   |
| Велимир Бата Живојиновић | Герасим Милетић   |
| Бранка Пујић             | Анабела           |
| Радош Бајић              | Фарук             |
| Младен Нелевић           | Ђетић             |
| Љубиша Самарџић          | капетан Тадић     |
| Вита Маврић              | Марија Спасић     |
| Шпела Розин              | Миленија          |
| Оља Бећковић             | Сенка             |
| Небојша Вељовић          | професор Поповић  |
| Јасна Бери               | медицинска сестра |
| Чедо Мартинић            | војник            |
| Бранка Секуловић         |                   |
| Нада Пани                |                   |
| Влајко Шпаравало         |                   |
| Миодраг Трифунов         |                   |
| Бранко Личен             |                   |
| Хасија Борић             |                   |

## Наставци
Три године касније, 1991. у Сарајеву и на планини Игман снимљен је наставак назван Брачна путовања у којем су своје улоге поновили глумци из првог наставка.